# Джанан Манолова
Джанан Філіпова Манолова (болг. Джанан Филипова Манолова; нар. 16 травня 1993) — болгарська борчиня вільного стилю, бронзова призерка чемпіонату світу, дворазова бронзова призерка чемпіонатів Європи.

## Життєпис
Боротьбою почала займатися з 2009 року. Тричі — у 2011, 2012 та 2013 роках ставала бронзовою призеркою чемпіонату Європи серед юніорів. У 2013 році завоювала також срібну медаль чемпіонату світу серед юніорів.
Виступє за спортивний клуб Димитровграда. Тренер — Філіп Манолов, її батько.
Молодша сестра Джанан — Еліс Манолова також борчиня. Вона — чемпіонка Європи серед кадетів у складі болгарської збірної. З 2015 року представляє Азербайджан. У складі збірної цієї країни здобула багато нагород на юніорському рівні а також стала срібною призеркою чемпіонату Європи серед дорослих.

## Спортивні результати на міжнародних змаганнях

### Виступи на Чемпіонатах світу
| Змагання                        | Збірна   | Вагова категорія          | Місце  |
| ------------------------------- | -------- | ------------------------- | ------ |
| Чемпіонат світу з боротьби 2011 | Болгарія | жіноча боротьба, до 59 кг | 13     |
| Чемпіонат світу з боротьби 2012 | Болгарія | жіноча боротьба, до 67 кг | 16     |
| Чемпіонат світу з боротьби 2015 | Болгарія | жіноча боротьба, до 60 кг | Бронза |

### Виступи на Чемпіонатах Європи
| Змагання                         | Збірна   | Вагова категорія          | Місце  |
| -------------------------------- | -------- | ------------------------- | ------ |
| Чемпіонат Європи з боротьби 2012 | Болгарія | жіноча боротьба, до 67 кг | Бронза |
| Чемпіонат Європи з боротьби 2013 | Болгарія | жіноча боротьба, до 67 кг | 5      |
| Чемпіонат Європи з боротьби 2014 | Болгарія | жіноча боротьба, до 63 кг | Бронза |
| Чемпіонат Європи з боротьби 2016 | Болгарія | жіноча боротьба, до 60 кг | 9      |

### Виступи на Європейських іграх
| Змагання              | Збірна   | Вагова категорія          | Місце |
| --------------------- | -------- | ------------------------- | ----- |
| Європейські ігри 2015 | Болгарія | жіноча боротьба, до 69 кг | 12    |

### Виступи на інших змаганнях
| Змагання                                                         | Збірна   | Вагова категорія          | Місце  |
| ---------------------------------------------------------------- | -------- | ------------------------- | ------ |
| Турнір Дана Колова — Ніколи Петрова 2012                         | Болгарія | жіноча боротьба, до 63 кг | 10     |
| Меморіал Іона Корнеану 2013                                      | Болгарія | жіноча боротьба, до 67 кг | Золото |
| Турнір Дана Колова — Ніколи Петрова 2014                         | Болгарія | жіноча боротьба, до 63 кг | Срібло |
| Чемпіонат світу з боротьби серед студентів 2014                  | Болгарія | жіноча боротьба, до 63 кг | 5      |
| Міжнародний меморіал Дейва Шульца 2015                           | Болгарія | жіноча боротьба, до 63 кг | 4      |
| Турнір Дана Колова — Ніколи Петрова 2015                         | Болгарія | жіноча боротьба, до 69 кг | 13     |
| Відкритий чемпіонат Польщі з боротьби 2015                       | Болгарія | жіноча боротьба, до 60 кг | Бронза |
| Золотий Гран-прі з боротьби 2015                                 | Болгарія | жіноча боротьба, до 60 кг | 5      |
| Турнір Дана Колова — Ніколи Петрова 2016                         | Болгарія | жіноча боротьба, до 60 кг | Золото |
| Олімпійський кваліфікаційний турнір з боротьби 2016 (Улан-Батор) | Болгарія | жіноча боротьба, до 69 кг | 11     |
| Відкритий чемпіонат Польщі з боротьби 2016                       | Болгарія | жіноча боротьба, до 63 кг | 10     |
| Кубок Європейських націй з боротьби 2016                         | Болгарія | команда                   | 6      |
| Турнір Дана Колова — Ніколи Петрова 2018                         | Болгарія | жіноча боротьба, до 65 кг | 11     |
| Турнір Дана Колова — Ніколи Петрова 2019                         | Болгарія | жіноча боротьба, до 65 кг | 13     |

### Виступи на змаганнях молодших вікових груп
| Змагання                                          | Збірна   | Вагова категорія          | Місце  |
| ------------------------------------------------- | -------- | ------------------------- | ------ |
| Чемпіонат Європи з боротьби серед кадетів 2009    | Болгарія | жіноча боротьба, до 60 кг | 10     |
| Літні юнацькі Олімпійські ігри серед кадетів 2010 | Болгарія | жіноча боротьба, до 60 кг | 4      |
| Чемпіонат Європи з боротьби серед юніорів 2010    | Болгарія | жіноча боротьба, до 63 кг | 5      |
| Чемпіонат Європи з боротьби серед юніорів 2011    | Болгарія | жіноча боротьба, до 59 кг | Бронза |
| Чемпіонат світу з боротьби серед юніорів 2011     | Болгарія | жіноча боротьба, до 59 кг | 19     |
| Чемпіонат Європи з боротьби серед юніорів 2012    | Болгарія | жіноча боротьба, до 67 кг | Бронза |
| Чемпіонат Європи з боротьби серед юніорів 2013    | Болгарія | жіноча боротьба, до 67 кг | Бронза |
| Чемпіонат світу з боротьби серед юніорів 2013     | Болгарія | жіноча боротьба, до 67 кг | Срібло |
| Чемпіонат Європи з боротьби до 23 років 2016      | Болгарія | жіноча боротьба, до 60 кг | 5      |